# 四都镇 (修水县)
四都镇，是中华人民共和国江西省九江市修水县下辖的一个乡镇级行政单位。

## 行政区划
四都镇下辖以下地区：
四都街社区、南岭社区、大坪村、三溪村、清水村、四都村、窝头村、噪口村、石丘村、五都村、彭姑村、六都村和高沙村。